# Richard David Rodríguez
Richard David Rodríguez (Ciudad de Panamá, Panamá, 25 de diciembre de 1995) es un futbolista panameño. Juega de mediocampista interior y su actual equipo es el Alianza Fútbol Club de la Primera División de Panamá.

## Trayectoria

### Inicios y formación
Desde sus inicios formado en la Academia Bagoso FC desde muy pequeño, pasó a los 16 años a las categorías inferiores del San Francisco FC de La Chorrera, con el cual jugó en su categoría reservas hasta 2014, donde posteriormente pasó a formar parte del equipo profesional.

### San Francisco F. C.
Hizo su debut profesional el 13 de enero de 2013 con el San Francisco FC en la victoria 1-0 contra el equipo del Chorrillo FC, bajo la dirección de Gary Stempel. Anotó su primer gol el 10 de agosto de 2013 en la victoria 3-0 ante el Sporting San Miguelito, colocando el 2-0 en el marcador al minuto 15. Formó parte de las categorías reservas hasta finales del 2014. Luego de salir campeón en el Apertura 2014.
Posteriormente para la temporada 2015-16 pasó a formar parte definitiva de la plantilla profesional del club, al finalizar dicha temporada por problemas de derechos de formación entre el San Francisco y la Academia Bagoso, finalizó contrato con el club.

### C. D. Plaza Amador
Llegó como agente libre al equipo en enero del 2017. Disputó un total de 36 partidos, siendo 4 de ellos en la Liga Concacaf 2017, 32 en liga, además anotando un total de 6 goles en el campeonato local.

### Costa del Este F. C.
Llegó al club para el segundo semestre de 2018 en donde disputó un total de 4 partidos. Las lesiones le jugaron en su contra.

### Sporting San Miguelito
Fichó por el Club Sporting San Miguelito en enero de 2019, luego de su paso por Costa del Este.

## Clubes
| Club                   | País   | Temporadas      |
| ---------------------- | ------ | --------------- |
| San Francisco FC       | Panamá | 2013 - 2016     |
| CD Plaza Amador        | Panamá | 2017            |
| Costa del Este FC      | Panamá | 2018            |
| Sporting San Miguelito | Panamá | 2019 - 2021     |
| Tauro FC               | Panamá | 2022            |
| Alianza FC             | Panamá | 2023 - Presente |

## Palmarés
| Título          | Club                | Sede   | Año  |
| --------------- | ------------------- | ------ | ---- |
| Torneo Apertura | San Francisco F. C. | Panamá | 2014 |